# James George Frazer
James George Frazer (n. 1 ianuarie 1854, Glasgow, Regatul Unit al Marii Britanii și Irlandei – d. 7 mai 1941, Cambridge, Anglia, Regatul Unit) a fost un autor, antropolog cultural și social, teolog și magistrat scoțian. Lucrarea sa cea mai importantă din domeniul combinat al antropologiei culturale, religioase și sociale este Creanga de Aur (în original, The Golden Bough), o lucrare în 12 volume dedicată credințelor și practicilor religioase ale populațiilor primitive.

## Opere
- Totemism (1887)
- The Golden Bough: a Study in Magic and Religion (1890)
- Descriptions of Greece, by Pausanias (traducere și comentarii) (1897)
- The Golden Bough (Creanga de Aur) 6 volumes (1900), edițiile ulterioare 12 volume (1906-15; 1936)
- Psyche's Task (1909)
- Totemism and Exogamy (1910)
- The Belief in Immortality and the Worship of the Dead, 3 volumes (1913-24)
- Folklore in the Old Testament Studies in Comparative Religion Legend and Law (1918)
- The Library, de Apollodorus (text, traducere și note), 2 volume (1921)
- The Worship of Nature (1926)
- The Gorgon's Head and other Literary Pieces (1927)
- Man, God, and Immortality (1927)
- Devil's Advocate (1928)
- Fasti, de Ovid (text, traducere și comentarii), 5 volumes (1929)
- Myths of the Origin of Fire (1930)
- The Growth of Plato's Ideal Theory (1930)
- Garnered Sheaves (1931)
- Condorcet on the Progress of the Human Mind (1933)
- The Fear of the Dead in Primitive Religion (1933-36)
- Creation and Evolution in Primitive Cosmogenies, and Other Pieces (1935)